# فرودگاه اس‌ال‌ای‌اف هیگوراکگودا
فرودگاه اس‌ال‌ای‌اف هیگوراکگودا (به انگلیسی: SLAF Hingurakgoda) یک فرودگاه نظامی است که یک باند فرود بتن دارد و طول باند آن ۲۲۰۰ متر است. این فرودگاه در کشور سری‌لانکا قرار دارد.

## شرکت‌های هواپیمایی و مقصدهای پروازی
| شرکت‌های هواپیمایی | مقصدهای پروازی   |
| ----------------- | ---------------- |
| فیتس‌ایر           | چارتر: راتمالانا |